# Seleção da Lapônia de Futebol
A Seleção da Lapônia de Futebol (em lapão, Sámi Spábbáčiekčanlihttu) é uma equipa de futebol formada por jogadores lapões da Noruega, Suécia, Finlândia e Rússia. Como não representa um estado, não está filiada na UEFA nem na FIFA, mas sim na ConIFA, representando os lapões. 
Sua mais importante participação internacional foi na Copa do Mundo VIVA em novembro de 2006, quando derrotou a seleção de Mônaco na final por 21 a 1. 
Foi a equipe anfitriã da segunda edição da Copa do Mundo VIVA, em 2008, na qual terminou em terceiro lugar.[carece de fontes?]
Sediou a Copa do Mundo ConIFA de 2014 e competiu na edição de 2016, terminando em 10º lugar e em 5º lugar, respectivamente.[carece de fontes?]

## Copa do Mundo VIVA
- 2006 - Campeão
- 2008 - Terceiro lugar
- 2009 - Terceiro lugar
- 2010 - Não participou
- 2012 - Não participou

## Copa do Mundo ConIFA
- 2014 - Décimo Lugar[carece de fontes?]
- 2016 - Quinto Lugar[carece de fontes?]
- 2018 - Não participou[carece de fontes?]